# Marcel Arland
Marcel Arland (Varennes-sur-Amance, 5 luglio 1899 – Saint-Sauveur-sur-École, 12 gennaio 1986) è stato uno scrittore, saggista e critico letterario francese.

## Biografia
Lanciò con René Crevel e Roger Vitrac Aventure, un piccolo giornale che sosteneva il dadaismo. Arland trovò questo sostegno troppo violento e fondò un altro foglio, Dés, che durò solo due numeri. Uno dei suoi primi saggi, Un nouveau mal du siècle, attirò l'attenzione su di lui. La sua opera critica fu considerevole, sia per le sue cronache alla Nouvelle Revue Française (della quale fu direttore negli anni 1968-1977) che per le sue prefazioni e le sue antologie di poesia e di prosa francesi. Nel 1952 pubblicò un racconto autobiografico, La Consolation du voyageur.
Ricevette il Premio Goncourt nel 1930 per L'Ordre. Ricevette anche il Grand Prix national des lettres nel 1960] e il Gran premio di letteratura dell'Accademia francese, della quale venne eletto membro nel 1968.

## Opere
- Terres étrangères (Gallimard, 1923)
- Étienne (Gallimard, 1925)
- Monique (Gallimard, 1926)
- Les Âmes en peine (Gallimard, 1927)
- L'Ordre (Gallimard, 1929) (premio Goncourt)
- Antarès (Gallimard, 1932)
- Les Vivants (Gallimard, 1934)
- La Vigie (Gallimard, 1935)
- Les Plus Beaux de nos jours (Gallimard, 1937)
- Terre natale (Gallimard, 1938)
- La Grâce (Gallimard, 1941)
- Zélie dans le désert (Gallimard, 1944)
- Il faut de tout pour faire un monde (Gallimard, 1947)
- Sidobre (Éditions de Minuit, 1949)
- Essais et nouveaux essais critiques (Gallimard, 1952)
- Je vous écris... (Grasset 1960)
- L'Eau et le feu (Gallimard, 1960)
- Je vous écris... La nuit et les sources (Grasset 1963)
- Le Grand Pardon (Gallimard, 1965)
- Attendez l'aube (Gallimard, 1970)